# Dalibor Vácha
Dalibor Vácha (* 31. srpna 1980 Prachatice) je český historik a spisovatel historických a fantasy románů.

## Život
Vystudoval Pedagogickou fakultu Jihočeské univerzity (obor učitelství angličtiny a dějepisu, poté doktorský obor české dějiny) roku 2012 obhájil disertační práci na Filozofické fakultě téže univerzity. Zabývá se dějinami velkých válek 20. století,  problematikou československých legií v Rusku a meziválečnými dějinami Československa.

## Dílo
- Červenobílá (2014)
- Hranice (2015)
- Cestou (2016)
- Nikam (2016)
- Hoří už Praha? (2017)
- Jizvák Jim a další noční můry (2018)[2]
- Za svobodu (2019)[2]
- M+B+M (2021)
- Vilda (2023)

## Ocenění
Váchův debut Červenobílá obdržel Literární cenu Knižního klubu.